# Aristelliger
Aristelliger Cope, 1862 è un genere di piccoli sauri arboricoli della famiglia Sphaerodactylidae, diffusi principalmente nei Caraibi.

## Biologia
Sono gechi notturni e arboricoli, si nutrono di insetti.

## Specie
Il genere Aristelliger comprende le seguenti specie:
- Aristelliger barbouri Noble & Klingel, 1932 - geco di Inagua
- Aristelliger cochranae Grant, 1931
- Aristelliger expectatus Cochran, 1933
- Aristelliger georgeensis (Bocourt, 1873)
- Aristelliger hecti Schwartz & Crombie, 1975
- Aristelliger lar Cope, 1861
- Aristelliger praesignis (Hallowell, 1856)